# Token economy
La Token Economy (tradotta in italiano come economia simbolica, economia a gettoni o anche sistema di rinforzo a gettoni) è una tecnica psicologica sviluppata sulla base della psicologia comportamentale. 
Consiste in una forma di "contratto educativo", tramite il quale l'educatore stipula un accordo con il soggetto: ad ogni comportamento corretto, quest'ultimo riceverà un gettone (o altri oggetti simbolici), e ad ogni infrazione, gliene sarà tolto uno o non gliene verrà assegnato alcuno. In cambio di un certo numero di gettoni sarà garantito al soggetto l'accesso ad un determinato "premio".
La tecnica viene utilizzata in diversi contesti educativi.

## Obiettivi
La Token economy mira a ridurre la frequenza di comportamenti ritenuti inadeguati, aumentare l'impegno nello studio, migliorare il rendimento scolastico e aumentare la frequenza dei comportamenti ritenuti fondamentali nella pratica scolastica. Inoltre questa strategia educativa mira a rendere l'individuo consapevole e capace di autoregolarsi, responsabile delle azioni che compie e delle conseguenze che esse comportano.
Nell'attuazione di questo percorso formativo, in linea teorica, sia il docente sia il discente trarranno vantaggio.
Per quanto riguarda gli studenti, questo approccio permette loro di partecipare attivamente alla programmazione, negoziando gli obiettivi con l'insegnante; inoltre si offre loro la possibilità di concorrere a definire diritti e doveri che regolano l'attività del gruppo classe riconoscendo agli studenti la capacità di assumersi responsabilità, attribuendo fiducia alle loro scelte.
Per quanto riguarda invece i docenti, il rinforzo simbolico mediante i gettoni appare utile, soprattutto in situazioni in cui il rinforzatore artificiale o naturale non è accessibile, come ad esempio un gelato; inoltre grazie ai gettoni possono essere evitati fenomeni di saturazione o sazietà probabili se si usassero rinforzatori da consumare o collezionare , come ad esempio il gelato o delle figurine;  infine per loro rimane più semplice rinforzare le risposte più complesse che avvengono in sequenza, sarebbe difficile altrimenti premiare i bambini con del cibo per delle risposte in successione ravvicinata.
Il ruolo dell'insegnante inoltre è fondamentale, perché ha il compito di evitare che si inneschi un rapporto di dipendenza dal sistema, tale che i bambini tenderanno a mettere in atto comportamenti corretti solo in virtù del token o qualunque altro rinforzo erogato.

## Principi fondamentali
Risulta fondamentale in questo processo l'individuazione di comportamenti da rinforzare tramite i token. Si può parlare di comportamenti sociali (collaborazione con i compagni), comportamenti didattici (risolvere dei problemi didattici), comportamenti propedeutici allo studio (prestare attenzione alla lezione in classe) e comportamenti dinamici.
Si deve stabilire un rapporto equo tra i numeri di token e la difficoltà del compito .
Infine si devono scegliere dei token adeguati che vengano consegnati dall'insegnante alla fine di ogni attività accordata. in caso di comportamenti inadeguati e inaccettabili, è prevista la rimozione dei token.
La token economy dà la possibilità di intervenire su più versanti con un unico strumento. È una tecnica versatile che può essere utilizzata in situazioni diverse a seconda degli obiettivi da raggiungere, presenta il vantaggio di rendere il soggetto tanto consapevole delle proprie aree di difficoltà quanto capace di apprezzarne i progressi e i miglioramenti. 

## Applicazione della Token economy
La Token economy rappresenta un’evoluzione dell’approccio comportamentista applicato alla gestione dell’attività in aula. Essa è suddivisa in fasi:
• Identificazione dei comportamenti target (bersaglio) e attribuzione ad essi di un valore: definire quali obiettivi ci si propone in termini di comportamenti da potenziare o sviluppare negli allievi. La scelta di tali comportamenti dipende dalle caratteristiche degli alunni con cui l’insegnante è in contatto. Mediante il programma di economia simbolica, si può decidere di rinforzare uno stesso comportamento per tutta la classe o prevedere un intervento individualizzato. I comportamenti target, una volta stabiliti, possono essere ordinati in maniera gerarchica, dal più semplice al più difficile, pochi token attribuiti ai comportamenti più semplici, molti a quelli più complessi da mettere in pratica. Nel caso della lettura si può passare dal riconoscimento delle singole lettere alla pronuncia delle sillabe per poi giungere all’intera parola.
•Valutazione iniziale dei comportamenti: definire il livello base del ragazzo per poter poi confrontare i dati di partenza con quelli registrati alla fine del programma d’intervento.
• Individuazione dei rinforzatori simbolici associati ai token: si individuano beni o attività utilizzati come rinforzatori. È necessario stabilire una gerarchia dei beni presenti in base al loro valore. È indispensabile proporre al ragazzo oggetti di rilevato interesse e sulla base di una lista si avvia il processo di negoziazione per la stipulazione del contratto educativo fra insegnanti e studenti.
• Selezione del tipo di token adeguato: il token deve essere leggero, di facile utilizzo, maneggevole e attraente. 
• Attuazione del programma: occorre chiarire tre aspetti, il primo in merito alla frequenza di erogazione del rinforzatore di sostegno, la seconda in merito allo scambio fra token e rinforzatori di sostegno, la terza inerente alla gestione dei comportamenti scorretti. Il rinforzo più efficace è intermittente, dall’utilizzo continuo ad un utilizzo saltuario. Nel caso di comportamenti inadeguati si ha la perdita del token.
•Sessione di generalizzazione: il punto di arrivo del programma educativo è il raggiungimento dell’indipendenza dei comportamenti target dai rinforzatori erogati. Questo, per far sì che l’allievo compia il passaggio dal controllo esterno all’autocontrollo.